# Phyllodes meyricki
Phyllodes meyricki là một loài bướm đêm trong họ Noctuidae.